# Flixster
Flixster è un sito web statunitense riguardante film. Il sito web era stato fondato da Joe Greenstein e Saran Chari il 20 gennaio 2006 con funzionalità di social network e utilizzabile per incontrare altre persone con gusti simili. Il sito permetteva agli utenti di visualizzare trailer di film e di conoscere film nuovi o in arrivo. La redazione del sito aveva sede a San Francisco, in California. Flixster è stato il "progenitore" del sito web Rotten Tomatoes da gennaio 2010. Il 17 febbraio 2016, Flixster, così come Rotten Tomatoes, è stato acquisito da Fandango Media.

## Storia
Nel febbraio 2016, Fandango ha acquisito Flixster  e ha iniziato a "migrare" gli utenti di Flixster Video al suo servizio concorrente chiamato FandangoNow, chiudendo il servizio Flixster Video. Il 28 agosto 2017, Flixster ha chiuso il suo servizio di riscatto digitale e streaming video e ha invitato i clienti a utilizzare Vudu. Il 22 dicembre 2017, l'azienda ha inviato un'e-mail ai clienti dicendo che avrebbe cessato tutte le operazioni negli Stati Uniti a partire dal 20 febbraio 2018. A partire dalla fine di gennaio 2018, i visitatori di Flixster.com sono stati incoraggiati a scaricare l'app Flixster o sono stati reindirizzato a Fandango.com. Sono stati anche indirizzati a continuare a guardare video e riscattare codici digitali tramite Vudu.
Nel febbraio 2018, il sito Web di Flixster non funzionava più e indirizzava gli utenti a Fandango.com. Il sito Web e le app mobili di Flixster Video, inclusi i servizi di riscatto del codice UltraViolet, streaming e download, sono ancora disponibili in vari altri paesi, come il Canada. I titolari di account Flixster avrebbero successivamente inviato i contenuti acquistati al concorrente Vudu.
A giugno 2019, Flixster ha annunciato che chiuderà i suoi servizi di streaming video in tutti i paesi in cui Flixster Video opera al di fuori degli Stati Uniti il 31 ottobre 2019 a causa della chiusura di UltraViolet. Ai clienti di queste aree è stato chiesto di trasferire i propri contenuti su Google Play, sebbene Flixster avesse avvertito gli utenti che a causa delle limitazioni dei diritti, non tutti i video acquistati su una libreria Flixster sarebbero stati trasferibili a seconda del paese.